# King Koyeba
Lowinso Misiedjan, artiestennaam King Koyeba (Brokopondo, 11 januari 1985), is een Surinaams muzikant van Marron-afkomst. Hij zingt dancehall-reggae in vooral in het Aukaans en Sranantongo met af en toe een uitstap naar het Nederlands.

## Biografie
Nog voordat hij de muziek inging, koos hij al de bijnaam Koyeba die hij ontleende aan het gelijknamige Sranantongo-talige radiostation met gospelmuziek in de Surinaamse stijlen kaseko en kawina. Tijdens zijn jeugd werd hij geïnspireerd door onder andere de Surinaamse band Youth Selection en vooral ook door de Jamaicaanse reggaezanger Capleton. Op zijn Facebookpagina noemt hij verder nog de reggaezanger Gentleman.
Op zijn zestiende richtte hij samen met een vriend de band Ghetto Crew op. Ze maakten twee albums in de talen Aukaans en Sranantongo: Wadada en Wi'a mu feti ya. Ze waren bekend met geliefde nummers als Te mi hali mi sengenbwelen, de titelsong Wi'a mu feti ya en het humoristische Adodoodo. Een hoogtepunt was het optreden in de Anthony Nesty-sporthal en verder traden ze op in het Flamboyant Park in Paramaribo en verderop in het land in onder meer Stoelmanseiland, Brownsweg, Klaaskreek en Baling Soela, en met een keer een uitstap naar het buurland Frans-Guyana.
Sinds zijn negentiende, in augustus 2004, zingt hij solo als King Koyeba, waarbij hij sinds 2005 wordt begeleid door de band King Faya. Hij gaf zijn band deze naam omdat de jongens in de band faya zijn (heet in het Surinaams); verder verwijst king naar hemzelf, waarmee hij wil zeggen dat de band van hemzelf is.
Sindsdien zijn zijn aantal optredens nog meer gestegen, terwijl zijn muziek op alle radiostations in het land wordt gedraaid. King Koyeba is een herkenbaar artiest door een ontspannen sfeer en zijn uitgesproken talent voor woordenkunst. Zijn teksten gaan over dingen die hij zelf heeft meegemaakt, actualiteiten, geld, liefde en natuur. Een groot aantal van zijn liedjes werden hits, met alleen al in de eerste twee jaren Sama den uman lobi?, Mi na e stop singi moo, Mi ede e weli, Sikiman den wani pee en Sranansma no'm krey. In zijn videoclips laat hij zich met een gespierd bovenlichaam omringen door fleurige sexy danseressen.
In de jaren 2010 had hij met Prince Koloni meerdere hits in de Surinaamse Top 40, zoals Singi gi deng uma in 2012 en La la in 2013. . In 2011 vertrok King Koyeba met zijn band King Faya voor een serie optredens naar Europa en kort daarna nogmaals. In deze maanden traden ze op in Nederland, België, Frankrijk en Italië. Na de tweede terugkeer in korte tijd in Suriname, bracht hij in april 2012 zijn nieuwe cd Wie is zo stout? uit waarop dertien tracks staan, onder meer met gastartiesten, zoals Abongkane, Bader man, Bling, Goodi Goodi, Lional, Mury en Young Money.
Van 2016 tot 2017 zat hij een celstraf uit vanwege handel in marihuana.